# Liga spravedlivých (seriál)
Liga spravedlivých (v anglickém originále Justice League) je americký animovaný akční televizní seriál, volně natočený podle komiksových příběhů o superhrdinech vydavatelství DC Comics. Je součástí série a fikčního světa DC Animated Universe. Vysílán byl v letech 2001–2004 na stanici Cartoon Network, celkem vzniklo 52 dílů rozdělených do dvou řad. Pojednává o superhrdinském týmu Justice League, který má za úkol ochraňovat Zemi. Přímo na něj navazuje seriál Justice League Unlimited, vysílaný v letech 2004–2006.

## Obsazení
- Kevin Conroy jako Bruce Wayne / Batman (a další postavy)
- George Newbern jako Clark Kent / Superman (a další postavy)
- Susan Eisenberg jako princezna Diana / Wonder Woman (a další postavy)
- Phil LaMarr jako John Stewart / Green Lantern (a další postavy)
- Michael Rosenbaum jako Wally West / Flash (a další postavy)
- Carl Lumbly jako J'onn J'onzz / Martian Manhunter (a další postavy)
- Maria Canals Barrera jako Shayera Hol / Hawkgirl (a další postavy)